# Подхоз ПЧ-45
Подхоз ПЧ-45 (каз. ПЧ-45 қосшар, до 199? г. — свх. № 4 Дорурса) — населённый пункт в Коксуском районе Жетысуской области Казахстана. Входит в состав Айнабулакского сельского округа. Код КАТО — 194833300.

## Население
В 1999 году население населённого пункта составляло 387 человек (195 мужчин и 192 женщины). По данным переписи 2009 года, в населённом пункте проживали 293 человека (153 мужчины и 140 женщин).